# Kardynałowie z nominacji Juliusza III
Papież Juliusz III (1550–1555) mianował dwudziestu kardynałów na czterech konsystorzach:

## 30 maja 1550
(1) 1. Innocenzo Ciocchi del Monte, adoptowany bratanek papieża – kardynał diakon S. Onofrio (tytuł nadany 1 września 1550), następnie kardynał diakon S. Callisto (4 maja 1562), kardynał diakon S. Maria in Portico (17 listopada 1564), kardynał diakon S. Maria in Via Lata (3 grudnia 1568), zm. 3 listopada 1577

## 12 października 1551
(2) 1. Györgi Martinuzzi OSPPE, biskup Nagy Várad – kardynał prezbiter bez tytułu, zm. 17 grudnia 1551

## 20 listopada 1551
(3) 1. Cristoforo Ciocchi del Monte, krewny papieża, biskup Marsylii – kardynał prezbiter S. Prassede (tytuł nadany 4 grudnia 1551), zm. 27 października 1564
(4) 2. Fulvio Giulio della Corgna OSIoHieros, siostrzeniec papieża, biskup Perugii – kardynał prezbiter S. Maria in Via (tytuł nadany 4 grudnia 1551), następnie kardynał prezbiter S. Bartolomeo (29 maja 1555), kardynał prezbiter S. Stefano al Monte Celio (20 września 1557), kardynał prezbiter S. Agata alla Suburra (18 maja 1562), kardynał prezbiter S. Angelo in Pescheria (7 lutego 1565), kardynał prezbiter S. Lorenzo in Lucina (30 stycznia 1566), kardynał prezbiter S. Adriano (3 marca 1567), kardynał biskup Albano (5 maja 1574), kardynał biskup Porto e S. Rufina (5 grudnia 1580), zm. 4 marca 1583
(5) 3. Giovanni Michele Saraceni, arcybiskup Matery – kardynał prezbiter S. Maria in Aracoeli (tytuł nadany 4 grudnia 1551), następnie kardynał prezbiter S. Anastasia (24 marca 1557), kardynał prezbiter S. Agata in Suburra (7 lutego 1565), kardynał prezbiter S. Maria in Trastevere (7 listopada 1565), kardynał biskup Sabiny (7 października 1566), zm. 27 kwietnia 1568
(6) 4. Giovanni Ricci, biskup Chiusi – kardynał prezbiter S. Vitale (tytuł nadany 4 grudnia 1551), następnie kardynał prezbiter S. Angelo in Pescheria (30 stycznia 1566), kardynał prezbiter  S. Maria in Trastevere (7 października 1566), kardynał biskup Albano (3 lipca 1570), kardynał biskup Sabiny (8 kwietnia 1573), zm. 3 maja 1574
(7) 5. Giovanni Andrea Mercurio, arcybiskup Messyny – kardynał prezbiter S. Barbara (tytuł nadany 4 grudnia 1551), następnie kardynał prezbiter S. Ciriaco e Ss. Quirico e Giulitta (18 sierpnia 1553), kardynał prezbiter S. Marcello (19 stycznia 1560), zm. 2 lutego 1561
(8) 6. Giacomo Puteo, arcybiskup Bari – kardynał prezbiter S. Simeone (tytuł nadany 4 grudnia 1551), następnie kardynał prezbiter S. Maria in Via (29 maja 1555), zm. 26 kwietnia 1563
(9) 7. Alessandro Campeggio, biskup Bolonii – kardynał prezbiter S. Lucia in Silice (tytuł nadany 4 grudnia 1551), zm. 21 września 1554
(10) 8. Pietro Bertani OP, biskup Fano – kardynał prezbiter Ss. Marcellino e Pietro (tytuł nadany 4 grudnia 1551),  zm. 8 marca 1558
(11) 9. Fabio Mignanelli, biskup Grosseto – kardynał prezbiter S. Silvestro in Capite (tytuł nadany 4 grudnia 1551), następnie kardynał prezbiter Ss. Giovanni e Paolo (12 czerwca 1556), zm. 10 sierpnia 1557
(12) 10. Giovanni Poggio, biskup Tropea  – kardynał prezbiter S. Anastasia (tytuł nadany 23 marca 1552),  zm. 12 lutego 1556
(13) 11. Giovanni Battista Cicala, biskup Albengi – kardynał prezbiter S. Clemente (tytuł nadany 4 grudnia 1551), następnie kardynał prezbiter S. Agata in Suburra (7 listopada 1565), kardynał biskup Sabiny (30 kwietnia 1568), zm. 7 kwietnia 1570
(14) 12. Girolamo Dandini, biskup Imoli, główny sekretarz papieski – kardynał prezbiter S. Matteo in Merulana (tytuł nadany 4 grudnia 1551), następnie kardynał prezbiter  S. Marcello (25 października 1555), zm. 4 grudnia 1559
(15) 13. Luigi Cornaro OSIoHieros, wielki przeor Cypru – kardynał diakon S. Teodoro (tytuł nadany 4 grudnia 1551), następnie kardynał prezbiter S. Teodoro (26 lutego 1561), kardynał prezbiter S. Marco (21 czerwca 1564), kardynał prezbiter S. Vitale (2 czerwca 1568), kardynał prezbiter S. Clemente (9 lutego 1569), kardynał prezbiter S. Marco (9 czerwca 1570), zm. 10 maja 1584

### Nominacjain pectore, opublikowana 30 maja 1552
(16) 14. Sebastiano Antonio Pighini, arcybiskup Manfredonii, datariusz papieski – kardynał prezbiter S. Callisto (tytuł nadany 27 czerwca 1552), zm. 23 listopada 1554

## 23 grudnia 1553
(17) 1. Pietro Tagliavia d’Aragonia, arcybiskup Palermo – kardynał  prezbiter S. Callisto (tytuł nadany 17 lipca 1555).  zm. 5 sierpnia 1558
(18) 2. Louis de Guise, biskup Alby – kardynał diakon S. Tommaso in Parione (tytuł nadany 17 lipca 1555), następnie kardynał prezbiter S. Tommaso in Parione (24 marca 1568), zm. 28 marca 1578
(19) 3. Roberto de’ Nobili, prasiostrzeniec papieża – kardynał diakon S. Maria in Domnica (tytuł nadany 6 lutego 1555), zm. 18 stycznia 1559
(20) 4. Girolamo Simoncelli, prabratanek papieża, kleryk z diecezji Orvieto – kardynał diakon Ss. Cosma e Damiano (tytuł nadany 5 grudnia 1554), następnie kardynał prezbiter Ss. Cosma e Damiano (1573?), kardynał prezbiter S. Prisca (15 stycznia 1588), kardynał prezbiter S. Maria in Trastevere (30 marca 1598), kardynał biskup Albano (21 lutego 1600), kardynał biskup Frascati (24 kwietnia 1600), kardynał biskup Porto e S. Rufina (16 czerwca 1603), zm. 22 lutego 1605